# Анатолій Бєлов (спортсмен)
Анатолій Бєлов (ест. Anatoli Belov; нар. 26 вересня 1944, Білогірськ, Кримська АРСР, РРФСР) — радянський та естонський борець греко-римського стилю, тренер з боротьби та футболу.

## Життєпис
Займався греко-римською боротьбою. Двічі, в 1970 і 1974 роках, ставав чемпіоном Естонської РСР в категорії 74 кг. Надалі працював тренером з боротьби, займався бізнесом.
У 1990-ті роки почав працювати футбольним тренером. З січня 1994 року очолював клуб «Тевалте», проте до кінця сезону 1993/94років  команда була дискваліфікована за підкуп суперників й відправлена на останнє місце в турнірній таблиці.
По ходу сезону 1994/95 років Анатолій Бєлов зі своїм сином Сергієм придбали клуб «Ніколь», який перейменували в «Лантана-Марлекор», при цьому Бєлов-старший почав працювати головним тренером, а Бєлов-молодший — президентом клубу. Команда вийшла до фіналу Кубку Естонії 1994/95.
Влітку 1995 року «Лантана-Марлекор» була розділена на два клуби — «Лантана» (в якій залишилися працювати Анатолій та Сергій Бєлови) та «Тевалте-Марлекор» (пізніше перейменований у ТФМК), обидві команди отримали місце у вищому дивізіоні. Після цього Бєлов двічі поспіль (1995/96 та 1996/97) приводив команду до перемоги в чемпіонаті країни. Окрім цього, двічі (1996/97 і 1997/98) «Лантана» ставала фіналістом Кубка Естонії.
У жовтні 1998 року Анатолій Бєлов пішов у відставку з поста головного тренера через «погані результати» (команда знаходилася на третьому місці). У травні 1999 року повернувся на пост головного тренера, але клуб до цього часу втратив колишнє фінансування й до кінця року припинив існування.
У 2001-2002 роках тренер очолював клуб «Транс» (Нарва), привів його до перемоги в Кубку Естонії 2001 року.

## Досягнення (як тренера)
- Мейстріліга
  -  Чемпіон (2): 1995/96, 1996/97
  -  Срібний призер (1): 1994/95
  -  Бронзовий призер (2): 1997/98, 1998
- Кубок Естонії
  -  Володар (1): 2000/01
  -  Фіналіст (3): 1994/95, 1996/97, 1997/98
- Суперкубок Естонії
  -  Володар (1): 1997